# Квасхвадзе, Роин (грузинский футболист)
Роин Квасхвадзе (груз. როინ კვასხვაძე; 31 мая 1989, Кутаиси, Грузинская ССР) — грузинский футболист, вратарь батумского «Динамо» и сборной Грузии.

## Биография

### Клубная карьера
Профессиональную карьеру начал в клубе «Зестафони», за который дебютировал в чемпионате Грузии в сезоне 2005/06, сыграв 3 матча. В сезоне 2007/08 выиграл с командой Кубок Грузии, а затем дважды стал чемпионом Грузии в сезонах 2010/11 и 2011/12. Покинул клуб по ходу сезона 2013/14, перейдя в кутаисское «Торпедо». 
Летом 2014 года Квасхвадзе подписал контракт с кипрским клубом «Отеллос». В его составе провёл 26 матчей и занял с командой последнее 12 место в чемпионате. Сезон 2015/16 игрок начал в другом кипрском клубе «Пафос», где за полгода сыграл 15 матчей, но по ходу сезона вернулся в кутаисское «Торпедо». В 2017 году принёс «Торпедо» первое за 15 лет чемпионство. В решающем матче против тбилисского «Динамо», при счёте 1:0 в пользу «Торпедо», Квасхвадзе отбил пенальти на шестой добавленной минуте. Также с командой он дважды взял Кубок и Суперкубок страны. Зимой 2020 года перешёл в «Динамо» Тбилиси.

### Карьера в сборной
Впервые был вызван в сборную Грузии в октябре 2008 года на матчи отборочного турнира чемпионата мира 2010 со сборными Кипра и Болгарии, однако на поле не появился. Дебютировал за сборную спустя 4 года, 11 сентября 2012 года в отборочном матче чемпионата мира 2014 против Испании (0:1), в котором Квасхвадзе вышел на замену на 73-й минуте вместо получившего травму Георгий Лория, и на 86-й минуте пропустил решающий гол.

## Достижения
«Зестафони»
- Чемпион Грузии (2): 2010/11, 2011/12
- Обладатель Кубка Грузии: 2007/08
- Обладатель Суперкубка Грузии: 2012

«Торпедо» Кутаиси
- Чемпион Грузии: 2017
- Обладатель Кубка Грузии (2): 2016, 2018
- Обладатель Суперкубка Грузии (2): 2018, 2019

## Личная жизнь
Его старший брат Николоз (р. 1988) также является футболистом.